# Blang Matang
Blang Matang is een bestuurslaag in het regentschap Bireuen van de provincie Atjeh, Indonesië. Blang Matang telt 328 inwoners (volkstelling 2010).